# Рунічний камінь U455, Несбі
59°38′02″ пн. ш. 17°47′55″ сх. д. / 59.63388889° пн. ш. 17.79861111° сх. д.
Рунічний камінь U455, Несбі - меморіальна стела вікінгової доби кінця XI сторіччя, споруджена сином на честь своїх загиблих батьків. 
Камінь встановлений на пагорбі поруч з Несбі (швед. Näsby), приход Уденсала, в 4,5 км на північний схід від  Сігтуни в Уппланді.
Пам'ятник був відомий вже першим видавцям рунічних текстів. Матеріал - сірий граніт із включеннями кварцу. Висота каменю – 2,75 м, ширина біля основи – 60 см, в середині – 1,05 м. 

Текст висічений на тулубах двох зміїв, що переплітаються один з одним. Напис починається біля хвоста верхнього змія, тягнеться уздовж його тіла, звивається у вигляді незамкненої вісімки і, досягаючи голови, біля вершини монументу, продовжується на тілі нижнього змія в напрямку від хвоста, біля основи каменя, до голови. 
 

Inkifastr + lit + raisa + stain + þina at þorkil + faþur sin (a) uk at kunilti moþur sina þa (u) truknaþu + baþi 

Інгіфаст велів встановити цей камінь в пам'ять по Торкелю, своєму батькові, і по Гуннхільді, своїй матері. Вони обидва потонули. 
 

Права сторона каменя має природний скол, ліва сторона оброблена. Однак неможливо визначити чи був малюнок спочатку підігнаний під форму моноліту або каменю було надано форму відповідну зображенню.
Хоча пам'ятник не підписаний, орнаментика безумовно дозволяє зарахувати його, як і схожі з ним за стилем камені U 460 і U 463 майстру Фоту. Датується періодом 1070-1100 рр.